# 小孢子靈芝免疫調節蛋白質
小孢子靈芝免疫調節蛋白質 (英語：Ganoderma microsporum immunomodulatory protein, GMI) 是一個從小孢子靈芝中發現、由 111 個胺基酸組成的單鏈單純蛋白質。

## 歷史

### 發現
GMI 存在於小孢子靈芝的菌絲體。在小孢子靈芝的生活史中，GMI 是影響從菌絲體進入子實體生活史的重要生理訊號因子，所以 GMI 無論是在菌絲體或是子實體，含量都非常低。在 2005 年，科學家利用基因體學與生物工程技術，取得 GMI；除了證明它的蛋白質結構與最早在 1989 年發現的靈芝免疫調節蛋白質 LZ-8 相似，在與免疫細胞共同培養時，可以促進免疫細胞分泌細胞激素並活化免疫細胞，所以取名為小孢子靈芝免疫調節蛋白質。